# Furuby församling
Furuby församling var en församling i Växjö domkyrkoförsamlings pastorat i Östra Värends kontrakt i Växjö stift. Församlingen uppgick 2014 i Hemmesjö-Furuby församling. 
Församlingskyrka var Furuby kyrka.

## Administrativ historik
Församlingen har medeltida ursprung.
Församlingen utgjorde ett eget pastorat under medeltiden men uppgick sedan i Hovmantorps pastorat för att 1992 ingå i Hemmesjö pastorat och från 1995 i Växjö kyrkliga samfällighet. Från en tidpunkt efter 1998 men före 2003 till 2014 ingick församlingen i Växjö domkyrkoförsamlings pastorat.. Församlingen uppgick 2014 i Hemmesjö-Furuby församling. 